# Appelle
Appelle, auf Okzitanisch Apèla, ist eine französische Gemeinde mit 69 Einwohnern (Stand 1. Januar 2022) im Département Tarn in der Region Okzitanien. Sie gehört zum Kanton Le Pastel und zum Arrondissement Castres.

## Lage
Appelle liegt etwa 40 Kilometer östlich von Toulouse.
Die Gemeinde grenzt im Nordosten, Osten und Süden an Puylaurens, im Westen an Lacroisille und im Nordwesten an Bertre.

## Bevölkerungsentwicklung
| Jahr      | 1962 | 1968 | 1975 | 1982 | 1990 | 1999 | 2008 | 2015 |
| --------- | ---- | ---- | ---- | ---- | ---- | ---- | ---- | ---- |
| Einwohner | 119  | 97   | 74   | 57   | 54   | 71   | 61   | 69   |